# Yakuza
 Der er for få eller ingen kildehenvisninger i denne artikel, hvilket er et problem. Du kan hjælpe ved at angive troværdige kilder til de påstande, som fremføres i artiklen.

Yakuza er navnet på en japansk subkulturel kriminel organisation, som driver illegal forretning både i og udenfor Japan. Den menes at være startet i det 17.århundrede.
Ifølge oplysninger, som er udleveret af Japan's National Research Institute of Police science, består yakuza'en af ca. 160.000 medlemmer, der skulle være fordelt i 2.500 kriminelle bander, der tilsammen udgør Yakuza'en. Det gør Yakuza'en til verdens største organiserede kriminelle netværk. Yakuza lever ikke kun i Japan, den befinder sig blandt andet i Korea og Thailand samt andre asiatiske lande.

## Navnet
Navnet kommer fra det japanske kortspil ved navn Oicho-Kabu som betyder noget i stil med 'Ikke godt for noget'. Den dårligste hånd i Oicho-Kabu er 8,9,3 (Ya, Ku, Sa). Dette er blevet til Yakuza, og bruges af mafiaen fordi de fleste medlemmer kommer fra en meget fattig familie, eller er kriminelle. De ser sig selv som "den dårligste hånd i samfundet". De er stolte over at de kommer fra et fattigt miljø, og bærer navnet Yakuza med ære.

## Betingelser og ritualer
Alle medlemmer skal have en kropstatovering med symboler, der viser hvad Yakuza står for.
Når et Yakuza-medlem spiller Oicho-Kabu med andre Yakuza-medlemmer må de ikke have skjorter på, de skal binde dem rundt om livet, fordi man skal kunne se tatoveringerne.
Et ritual der bruges i forbindelse med at slutte fred med andre medlemmer, bander eller kliker er, at man drikker sake sammen.
Tidligere skar man et led af en finger hvis man havde bedraget sin klan, men i nyere tider bliver fjernelse af neglen mere brugt.